# Менщиковский сельсовет (Кетовский район)
Менщиковский сельсове́т — упразднённые административно-территориальная единица и муниципальное образование со статусом сельского поселения в составе Кетовского района Курганской области России. 
Административный центр — село Менщиково.
15 марта 2022 года сельсовет был упразднён в связи с преобразованием муниципального района в муниципальный округ.

## История
В соответствии с Законом Курганской области от 6 июля 2004 года № 419 сельсовет наделён статусом сельского поселения.

## Население
| 1989  | 2002  | 2010  | 2012  | 2013  | 2014  | 2015  |
| ----- | ----- | ----- | ----- | ----- | ----- | ----- |
| 1866  | ↗1889 | ↘1743 | ↗1758 | ↘1740 | ↘1699 | ↗1702 |
| 2016  | 2017  | 2018  | 2019  | 2020  |       |       |
| ↘1697 | ↗1699 | ↗1703 | ↗1710 | ↗1765 |       |       |

## Состав сельского поселения
| № | Населённый пункт | Тип населённого пункта       | Население |
| - | ---------------- | ---------------------------- | --------- |
| 1 | Галишово         | деревня                      | ↘475      |
| 2 | Менщиково        | село, административный центр | ↘1268     |